# Грігл (Каліфорнія)
Грігл (англ. Graeagle) — переписна місцевість (CDP) в США, в окрузі Плумас штату Каліфорнія. Населення — 724 особи (2020).

## Географія
Грігл розташований за координатами 39°45′9″ пн. ш. 120°38′44″ зх. д. / 39.75250° пн. ш. 120.64556° зх. д. (39.752457, -120.645527).  За даними Бюро перепису населення США в 2010 році переписна місцевість мала площу 28,81 км², з яких 28,66 км² — суходіл та 0,15 км² — водойми.

## Демографія
Згідно з переписом 2010 року, у переписній місцевості мешкало 737 осіб у 392 домогосподарствах у складі 247 родин. Густота населення становила 26 осіб/км².  Було 904 помешкання (31/км²).
Расовий склад населення:
| - 97,4 % — білих - 0,7 % — корінних американців - 0,1 % — чорних або афроамериканців |

До двох чи більше рас належало 1,4 %. Частка іспаномовних становила 3,7 % від усіх жителів.
За віковим діапазоном населення розподілялося таким чином: 9,5 % — особи молодші 18 років, 47,5 % — особи у віці 18—64 років, 43,0 % — особи у віці 65 років та старші. Медіана віку мешканця становила 62,4 року. На 100 осіб жіночої статі у переписній місцевості припадало 94,5 чоловіків;  на 100 жінок у віці від 18 років та старших — 94,5 чоловіків також старших 18 років.
Середній дохід на одне домашнє господарство  становив 67 291 долар США (медіана — 63 261), а середній дохід на одну сім'ю — 81 180 доларів (медіана — 71 625). За межею бідності перебувало 2,2 % осіб, у тому числі 0,0 % дітей у віці до 18 років та 0,0 % осіб у віці 65 років та старших.
Цивільне працевлаштоване населення становило 211 осіб. Основні галузі зайнятості: освіта, охорона здоров'я та соціальна допомога — 23,2 %, роздрібна торгівля — 22,7 %, фінанси, страхування та нерухомість — 19,0 %.